# Casa da Normandia
A Casa da Normandia (1066 - 1154), também conhecida como Dinastia Normanda (em inglês: House of Normandy), é uma linhagem de origem viquingue, proveniente da região da Normandia, na atual França.
A dinastia instalou-se no trono da Inglaterra após a Invasão Normanda em 1066, liderada por Guilherme II, Duque da Normandia, que passou a ser conhecido como o rei Guilherme, o Conquistador.
No Reino da Inglaterra, a Casa foi precedida pelos anglo-saxões da Casa de Wessex, cujo último rei foi Eduardo, o Confessor, e foi sucedida pela Dinastia Plantageneta, que teve origem com a princesa Matilde de Inglaterra e seu segundo marido, o conde Godofredo V, Conde de Anjou.

## Membros

### Duques da Normandia
- Rollo (911 - 927)
- Guilherme I da Normandia (927 - 942)
- Ricardo I da Normandia (927 - 996)
- Ricardo II da Normandia (996 - 1026)
- Ricardo III da Normandia (1026 - 1027)
- Roberto I da Normandia (1027 - 1035)
- Guilherme II da Normandia (1035 - 1066)

### Reis da Inglaterra
- Guilherme I de Inglaterra  (1066-1087)
- Guilherme II de Inglaterra (1087-1100)
- Henrique I de Inglaterra (1100-1135)
- Estêvão de Inglaterra  (1135-1154)
- Matilde de Inglaterra, Senhora dos Ingleses (1141)[nota 1]

### Condes de Flandres
- Guilherme Clito (1127 - 1128)